# کوتاسور
کوتاسور (نام علمی: Kotasaurus) نام یک سرده از زیرراسته سوسمارپاشکلان است.